# Khalsa

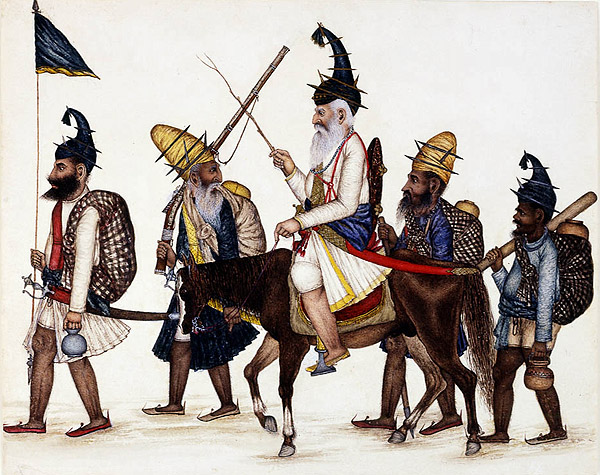
Primers guerrers sikh akalis de la khalsa

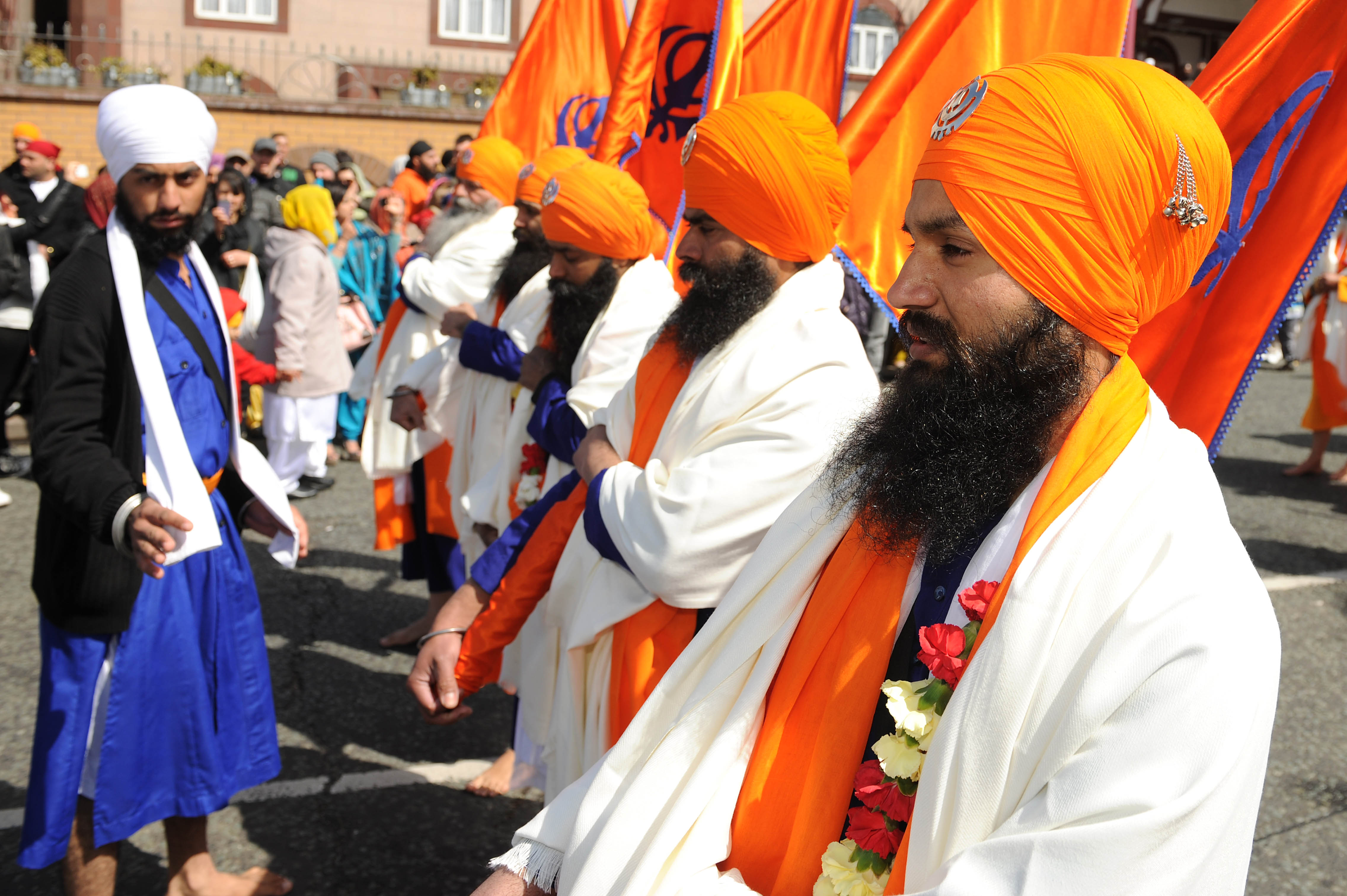
Festivitat del Vaisakhi, quan els sikhs honoren la tradició de la khalsa anualment.

Khalsa' (en panjabi: ਖ਼ਾਲਸਾ "els purs") és un concepte que fa referència tant a un grup especial de guerrers sikh iniciats, així com a la comunitat que considera el sikhisme com la seva fe. La tradició khalsa es va iniciar el 1699 per par del darrer gurú vivent del sikhisme, Guru Gobind Singh. La seva formació va ser un esdeveniment clau en la història del sikhisme. La fundació de la khalsa és celebrada pels sikhs durant la festivitat del Vaisakhi.
Guru Gobind Singh va iniciar la tradició de la khalsa després que el seu pare fos decapitat per resistir-se a la persecució religiosa contra els no musulmans (principalment els hindús del Caixmir) perpetrada per part de l'emperador mogol Aurangzeb, aleshores en el poder. Guru Gobind Singh va crear i iniciar la khalsa com uns guerrers que tenien l'obligació de protegir els innocents de qualsevol forma de persecució religiosa. La khalsa rva redefinir la tradició sikh des dels seus inicis. Formulava una cerimònia d'iniciació (amrit pahul, cerimònia del nèctar) i normatives de conducta pels guerrers khalsa. També es van crear noves institucions per la direcció temporal dels sikhs, substituint el sistema de masands que havien mantingut els primers gurús del sikhisme. Adicionalment, la khalsa va proveir una visió política i religiosa per la comunitat sikh.:127
Quan era iniciat, un sikh khalsa rebia els títols de Singh (els homes) i Kaur (les dones). Les normes vitals, inclòs un codi de comportament (Rahit, com ara la prohibició de fumar tabac o ingerir alcohol o carn), i un codi de vestuari (les cinc "K").:121–126 En contrast amb un sikh khalsa, un sikh sahajdhari és aquella persona que segueix les ensenyances dels gurús sikh, però que no ha pres part en la iniciació. Els sikh sahajdhari no accepten alguns dels elements de vestuari o comportament que segueixen els sikh khalsa. Històricament, els khalsa ha estat predominantment una institució masculina, essent l'autoritat normalment associada a líders masculins. En època contemporània, la institució s'ha obert més a les dones, però la seva autoritat es manté entre els sikhs masculins.

## Etimologia
"Khalsa", segons McLeod, deriva de la paraula àrab o persa "Khalisa", que es tradueix com "pur".
El sikhisme va sorgir a la regió nord-occidental del subcontinent indi (actualment parts del Pakistan i l'Índia). En el transcurs del domini de l'imperi Mogol, segons Eleanor Nesbitt, originalment khalsa definia el territori que era posseït directament per l'emperador, diferenciant-lo de les terres jagir, que eren cedides a capitosts a canvi de lleialtat i del pagament d'un tribut anual al propi emperador. Abans de Guru Gobind Singh, l'organització religiosa estava organitzada a través dels masands o agents. Els masands recol·lectaven els impostos de les regions rurals per la causa sikh, tal com els jagirs feien per l'emperador musulmà. La khalsa, en el sikhisme, va passar a voler dir "lleialtat pura a Déu", sense necessitar la intermediació dels masands, els quals s'estaven convertint en figures corruptes, segons Nesbitt.

## Història

### Antecedents
Els sikhs van petir persecució religiosa durant el domini de l'imperi Mogol. Guru Arjan Dev, el cinquè gurú, va ser arrestat i executat per ordre de l'emperador Jahangir el 1606. El següent gurú, Guru Hargobind, va militaritzar formalment els sikh i va emfatitzar la naturalesa complementària del poder temporal i espiritual. El 1675, Guru Tegh Bahadur, el novè gurú dels sikh i pare de Guru Gobind Singh, va ser executat per ordre de l'emperador mogol Aurangzeb per resistir-se a la persecució de les religions no musulmanes, i per negar-se a convertir-se a l'Islam.

### Fundació

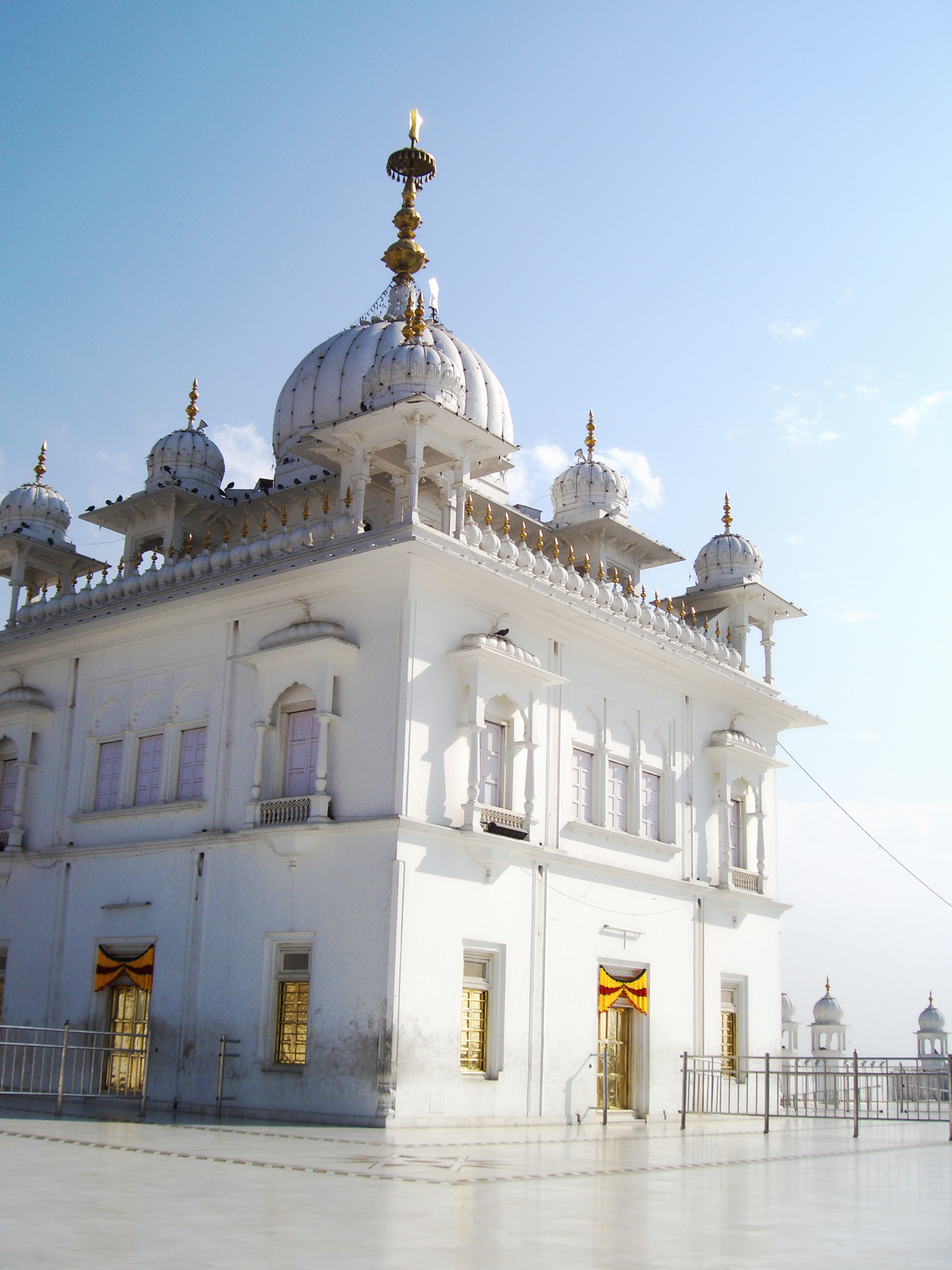
Keshgarh Sahib Gurudwara a Anandpur Sahib, Panjab, lloc de naixement de la khalsa

El 1699, el desè gurú del sikhisme, Guru Gobind Singh, va demanar als sikhs que es congreguessin a Anandpur Sahib el 30 de març de 1699, el dia de Vaisakhi (la festivitat anual de la collita). Guru Gobind Singh es va dirigir a la massa congregada des de l'entrada d'una tenda situada en un turó (avui dia anomenat Kesgarh Sahib). Va treure's la seva espasa, segons la tradició sikh, i va demanar un voluntari entre aquells que s'hi havien reunit, algú que estigués disposat a sacrificar el seu cap. Un d'ells es va avançar, i Gobind Singh el va fer entrar a la tenda. El gurú va tornar amb la multitud sense el voluntari, però amb l'espasa plena de sang. Va demanar un altre voluntari, i va repetir el mateix procés, tornant de la tenda sense ningú i amb l'espasa tacada de sang, fins a quatre vegades. Després que el cinquè voluntari entrés amb ell a la tenda, el gurú va retornar amb els cinc voluntaris, tots ells en perfecte estat de salut. Els va anomenar els Panj Pyare, així com els cinc primers khalsa de la tradició sikh. Aquests cinc voluntaris eren: Daya Ram (Bhai Daya Singh), Dharam Das (Bhai Dharam Singh), Himmat Rai (Bhai Himmat Singh), Mohkam Chand (Bhai Mohkam Singh), i Sahib Chand (Bhai Sahib Singh).

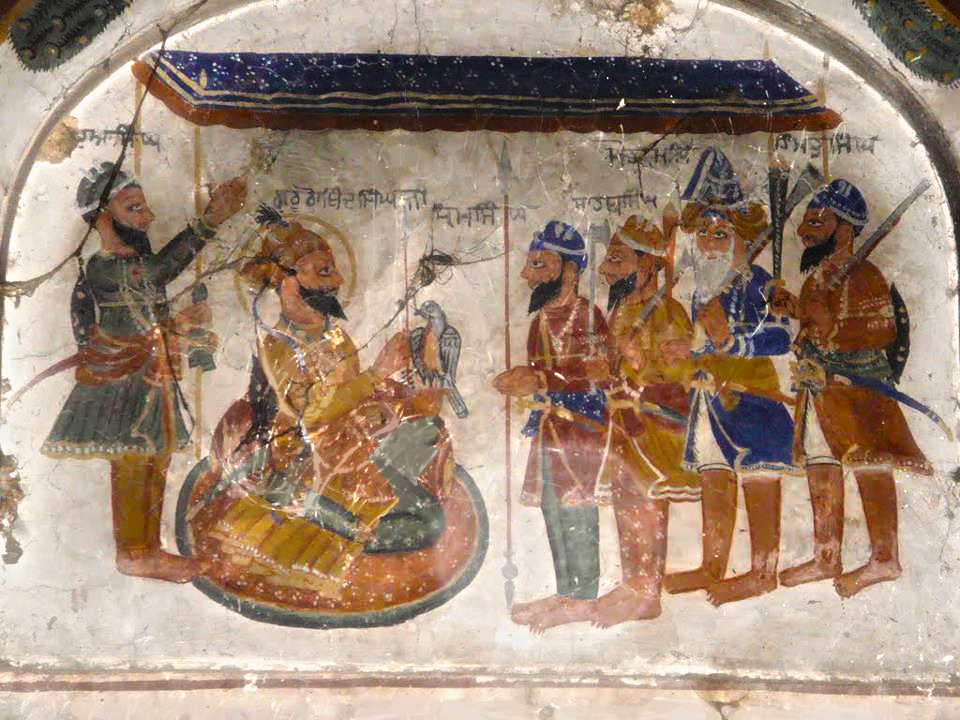
Un fresc de Guru Gobind Singh i la Panj Piare a Gurdwara Bhai Than Singh, construït a la regió de Maharaja Ranjit Singh.

Guru Gobind Singh, aleshores, va barrejar aigua amb sucre en un vas de ferro, rememnant-lo amb una espasa de doble tall per preparar el que va anomenar Amrit ("nèctar"). Aleshores va administrar aquesta preparació als Panj Pyare, acompanyant-ho amb la recitació de fragments de l'Adi Granth, fundant així la khande ka pahul (cerimònia baptismal) d'un khalsa, un guerrer de la comunitat. Finalment, el gurú els va donar a tots el mateix cognom, "Singh" (que es tradueix com "lleó"). Després que els cinc primers membres de la khalsa fossin batejats, el gurú els va demanar que el bategessin a ell com a khalsa. Així, el gurú es va convertir en el sisè khalsa, i el seu nom va canviar de Guru Gobind Rai a Guru Gobind Singh.
Va introduir idees que, indirectament, contravenien els impostos discriminatoris imposats per les autoritats musulmanes. Per exemple, Aurangzeb havia imposat taxes als no musulmans que eren recol·lectades entre els propis sikhs, com per exemple la jizya (impost als no musulmans), l'impost als peregrins i la taxa Bhaddar, un impost que havien de pagar tots aquells que practiquessin el ritual hindú d'afaitar-se el cap després de la mort d'una persona estimada i la posterior cremació del cos. Guru Gobind Singh va declarar que els khalsa ja no havien de seguir aquesta pràctica, ja que el Bhaddar no era dharam, sinó bharam (una il·lusió). El fet de no afaitar-se el cap també volia dir que ja no havien de pagar taxes els sikhs que vivien a Delhi i en altres parts de l'imperi mogol. Tot i així, aquest nou codi de conducte va portar a desacords interns entre els propis sikhs durant el segle xviii, particularment entre els nanakpanthi i els khalsa.
Guru Gobind Singh tenia un gran respecte per la khalsa, i va declarar que no hi havia cap diferència entre el gurú veritable i el sangat. Abans de la fundació de la khalsa, el moviment sikh utilitzava la paraula en sànscrit Sisya (literalment, deixebble o estudiant), però a partir d'aquell moment va afavorir el terme que es convertiria en khalsa. A més, abans de la seva creació, les congregacions sikhs de l'Índia tenien un sistema de Masands, que eren nomenats pels gurús sikh. Els Masands lideraven les comunitats sikh, els temples locals, i recol·lectaven les riqueses i les donacions per la causa sikh. Guru Gobind Singh va concloure que el sistema de Masands s'havia corromput, decidint abolir-lo i introduint un sistema més centralitzat, ajudat per la khalsa i supervisat directament per ell mateix. Aquest desenvolupament va crear dos grups diferenciats de sikhs: aquells que s'havien iniciat en la khalsa, i aquells que seguien essent sikhs però que no havien realitzat el ritual d'iniciació. Els sikhs khalsa es veien a si mateixos com una entitat religiosa diferenciada, mentre que els sikhs nanak-panthi van mantenir una perspectiva diferent.
La tradició comunitària de guerrers khalsa iniciada per Guru Gobind Singh ha contribuït al debat acadèmic modern sobre el pluralisme dins del sikhisme. Aquesta tradició ha sobreviscut fins a l'actualitat, amb els sikhs iniciats considerats com sikhs khalsa, i aquells que no estan batejats anomenats sikhs sahajdhari.

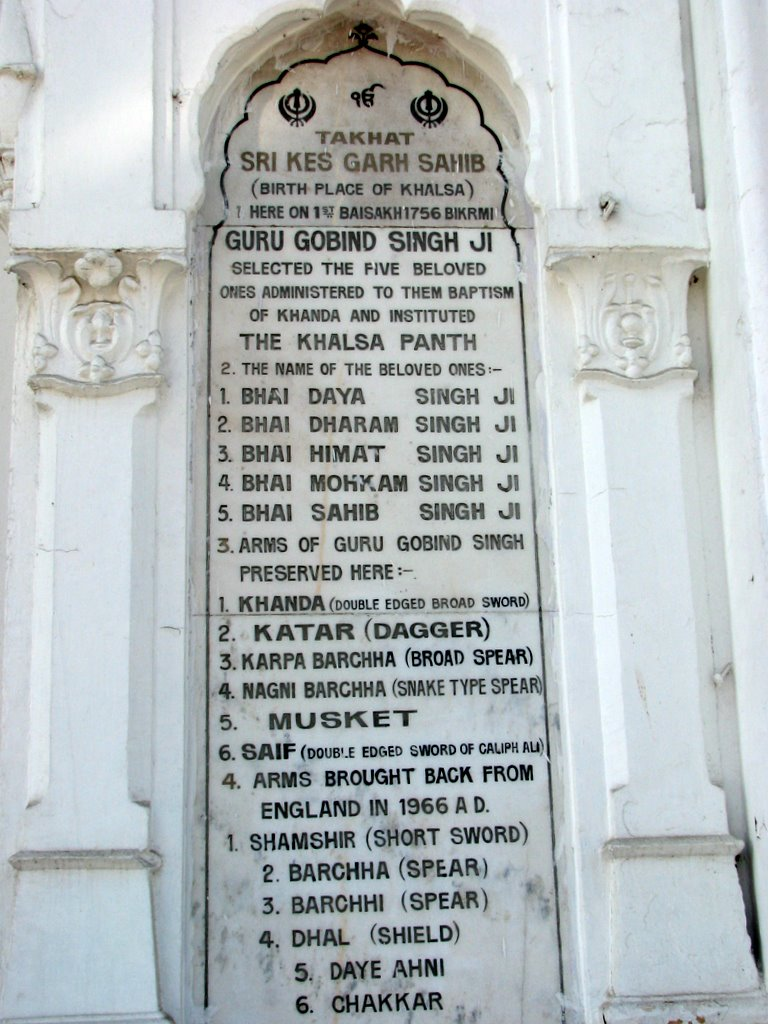
Una inscripció anomenant els cinc membres de la Khalsa Panth, a Takht Keshgarh Sahib, lloc de naixement de la khalsa a Baisakh 1, 1756 Vikram Samvat.
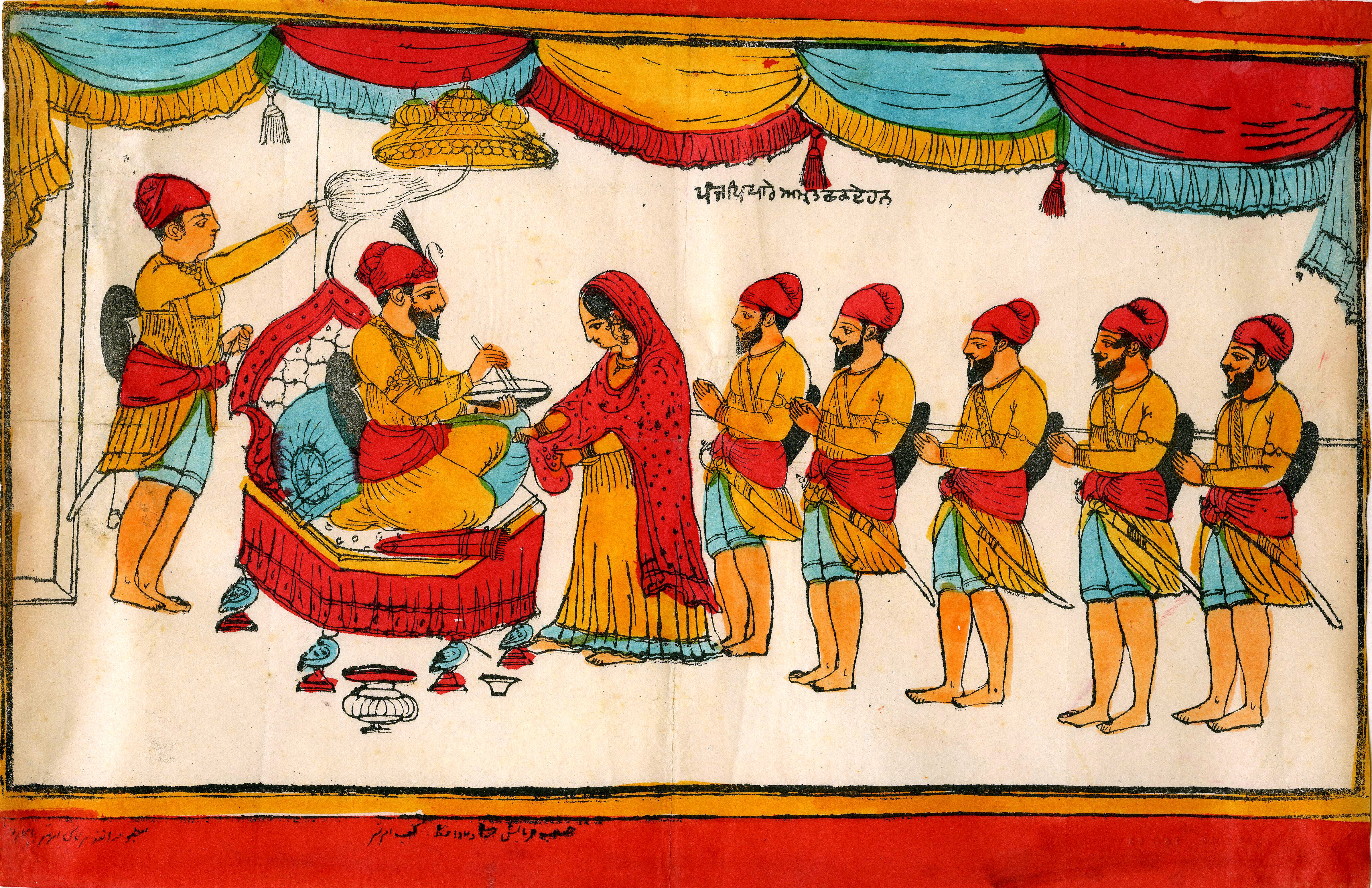
La creació de la khalsa; iniciada per Guru Gobind Singh, el desè gurú sikh.

## Vestit i codi de conducte

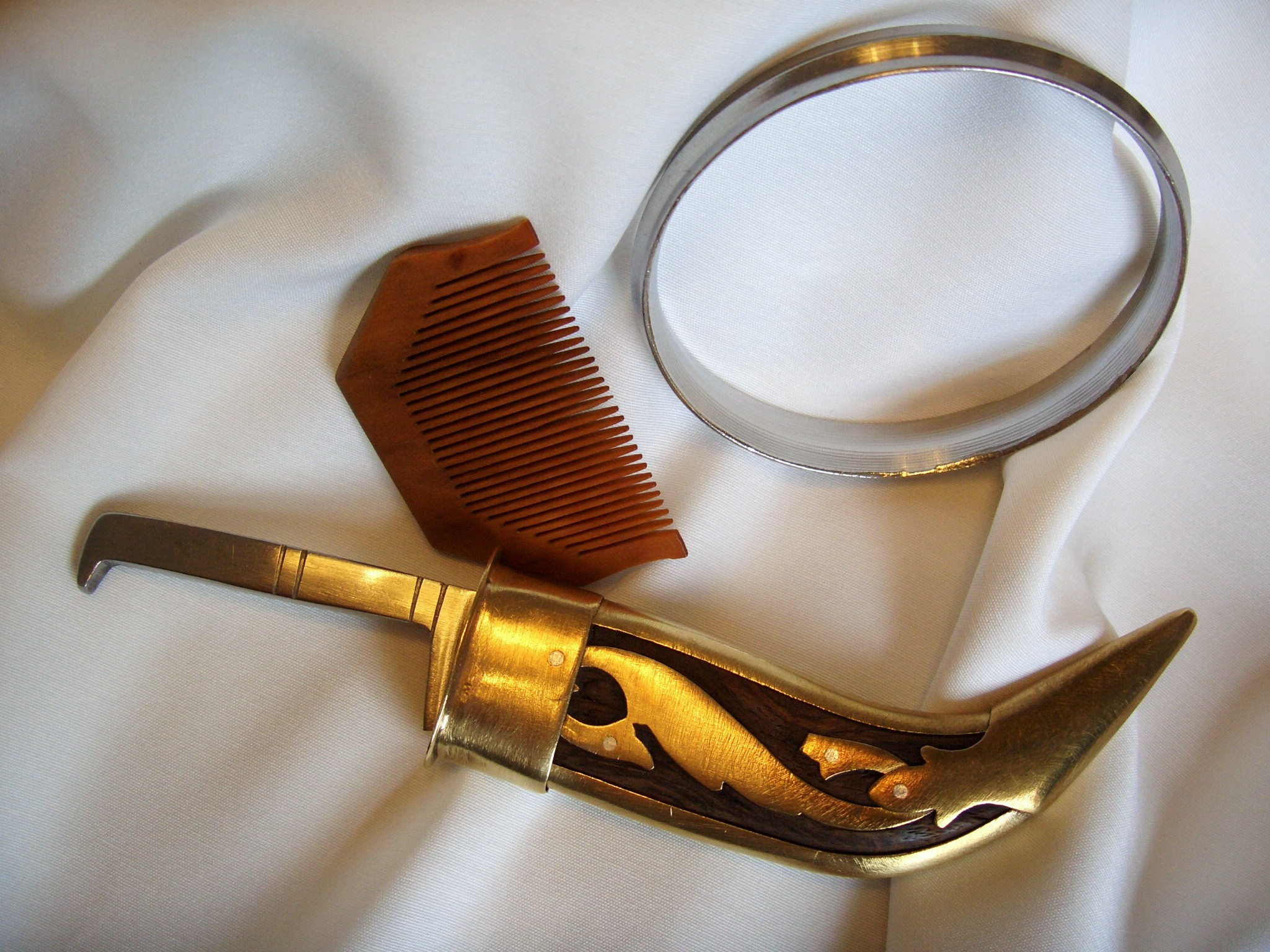
Kanga, Kara i Kirpan – tres de les cinc "K"

Guru Gobind Singh va inciciar les cinc "K" com una tradició de la khalsa, essent les següents:
- Kesh: cabell sense tallar.
- Kangha: una pinta de fusta.
- Kara: braçalet de ferro o acer que es porta al canell.
- Kirpan: una espasa.
- Kacchera: calçotets de cotó.

També es va anunciar un codi de conducte pels guerrers khalsa; el tabac, menjar carn tractada segons el ritual musulmà i mantenir relacions sexuals amb musulmans, estava prohibit. The Khalsas also agreed to never interact with those who followed rivals or their successors. La cohabitació d'homes i dondes de diferents castes a la khalsa també va institucionalitzar el principi d'igualtat en el sikhisme, sense considerar condicionats de casta o gènere. Segons Owen i Sambhi, la importància de Guru Gobind Singh en la tradició sikh va ser molt rellevant, ja que va institucionalitzar la khalsa, va resistir la persecució de l'imperi Mogol, i va continuar "la defensa del sikhisme i l'hinduisme contra l'assalt musulmà d'Aurangzeb".

### Prohibicions
Les quatre prohibicions o restriccions obligatòries de la khalsa o vida del khalsa, en època de Guru Gobind Singh Ji, eren les següents:
1. No molestar el creixement natural del cabell.
2. No menjar carn de cap animal sacrificat segons els rituals musulmans.
3. Cohabitar amb una persona diferent a la pròpia muller.
4. Prendre tabac o alcohol.

Un khalsa que trenqui el codi de conducte ja no és un khalsa, és excomunicat del camí khalsa i ha de tornar a passar pel 'pesh' (tornar-se a batejar). Guru Gobind Singh també va presentar els 52 hukams o 52 guies específiques mentre vivia a Nanded el 1708.